# L'una e l'altra
L'una e l'altra è un film per la televisione italiano andato in onda il 25 maggio 2012 su Canale 5 in prima visione.

## Trama
Il film tv tratta di un triangolo amoroso molto particolare dato che l'uomo conteso è morto. Costui si chiamava Giacomo ed era molto facoltoso, ma poi perde tutto tranne un vecchio casale in Toscana. Ma quando la moglie Perla si trasferisce nel casale, con la figlia Nice, scopre che la dimora non è disabitata. Qui vive la seconda famiglia di Giacomo.

## Produzione e Location
- La fiction è prodotta da Matteo Levi per 11 Marzo Film.
- Il film è stato girato nel 2010 ed ha avuto come location la Toscana.

## Ascolti
| Puntata | Messa in onda  | Telespettatori | Share  |
| ------- | -------------- | -------------- | ------ |
| 1       | 25 maggio 2012 | 3.444.000      | 15,30% |

## Curiosità
- Inizialmente il nome del film era Le due donne di Giacomo[3].
- I quadri di scena sono dipinti a olio originali realizzati dal pittore Davide Querin